# Lerzy
Lerzy ist eine französische Gemeinde mit 224 Einwohnern (Stand 1. Januar 2022) im Département Aisne in der Region Hauts-de-France (vor 2016 Picardie). Sie gehört zum Arrondissement Vervins, zum Kanton Vervins und zum Gemeindeverband Thiérache du Centre.

## Geographie
Die Gemeinde Lerzy liegt im Norden der Landschaft Thiérache, 13 Kilometer westlich von Hirson und 16 Kilometer nördlich von Vervins. Nachbargemeinden von Lerzy sind La Capelle im Norden, Froidestrées im Osten, Sorbais im Süden sowie Buironfosse im Westen.

## Bevölkerungsentwicklung
| Jahr      | 1962 | 1968 | 1975 | 1982 | 1990 | 1999 | 2006 | 2014 | 2022 |
| Einwohner | 303  | 263  | 257  | 220  | 209  | 212  | 182  | 208  | 224  |

## Sehenswürdigkeiten
- Kirche Sainte-Benoîte, Monument historique seit 1928

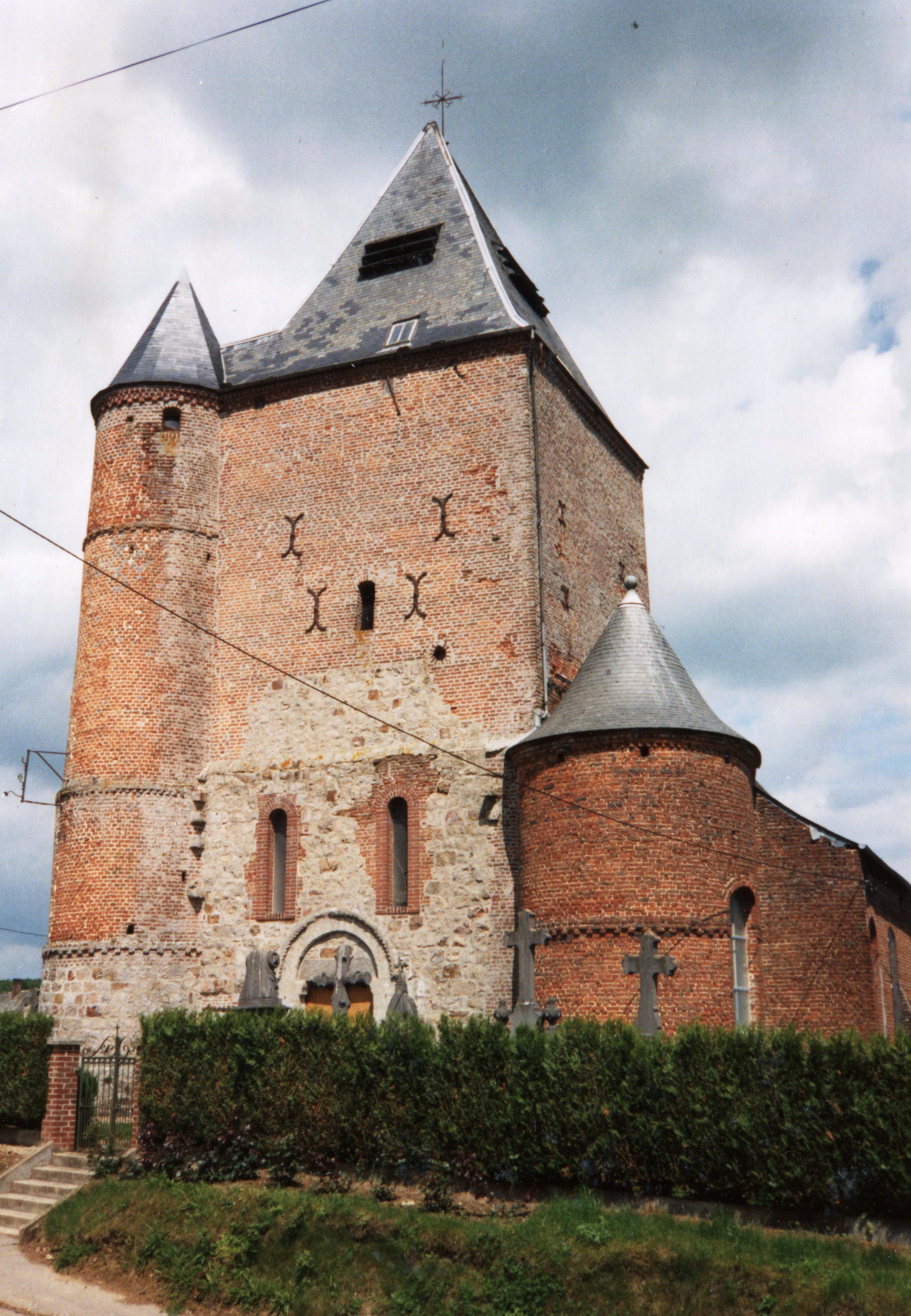
Kirche Sainte-Benoîte
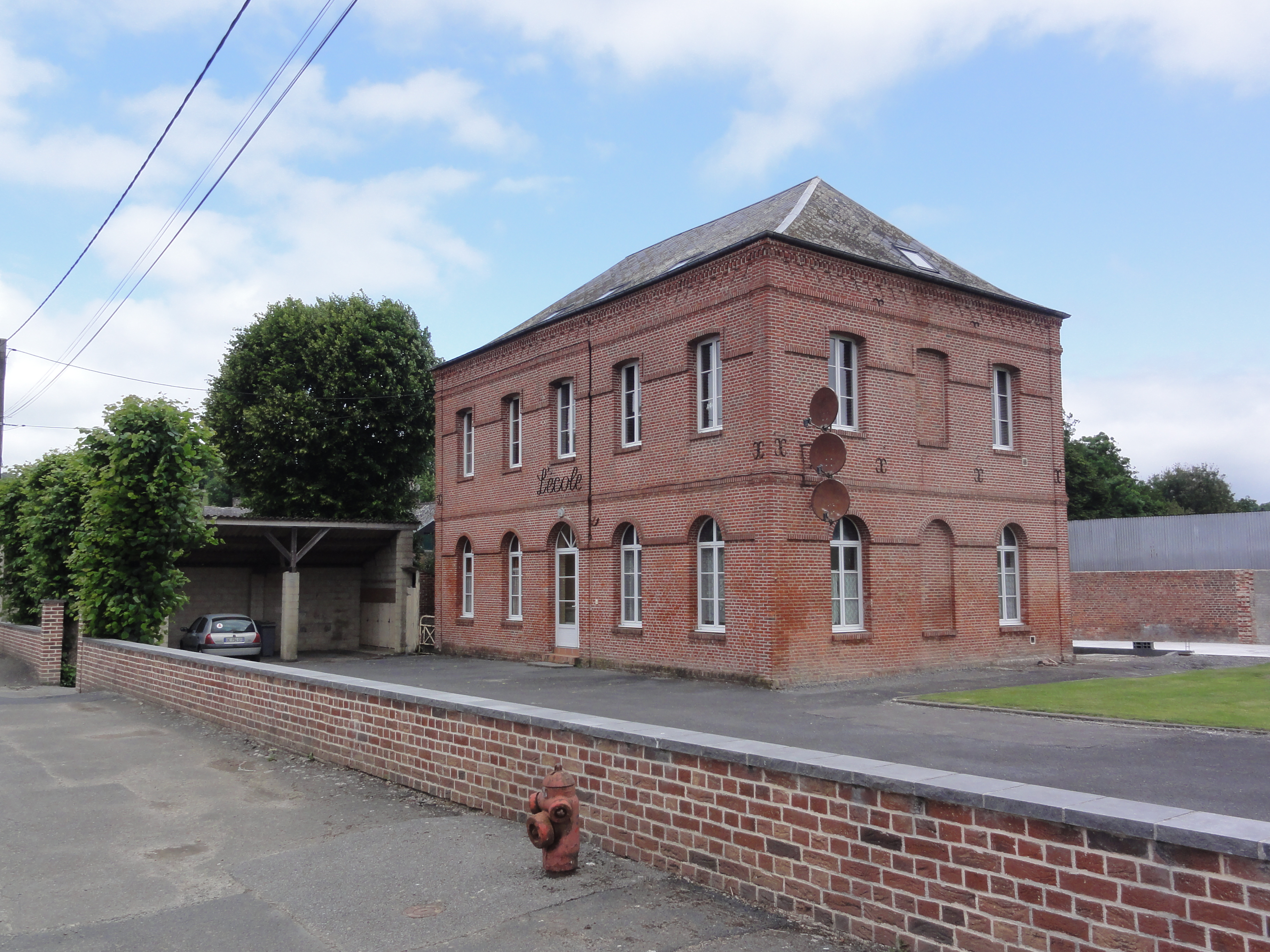
Schule
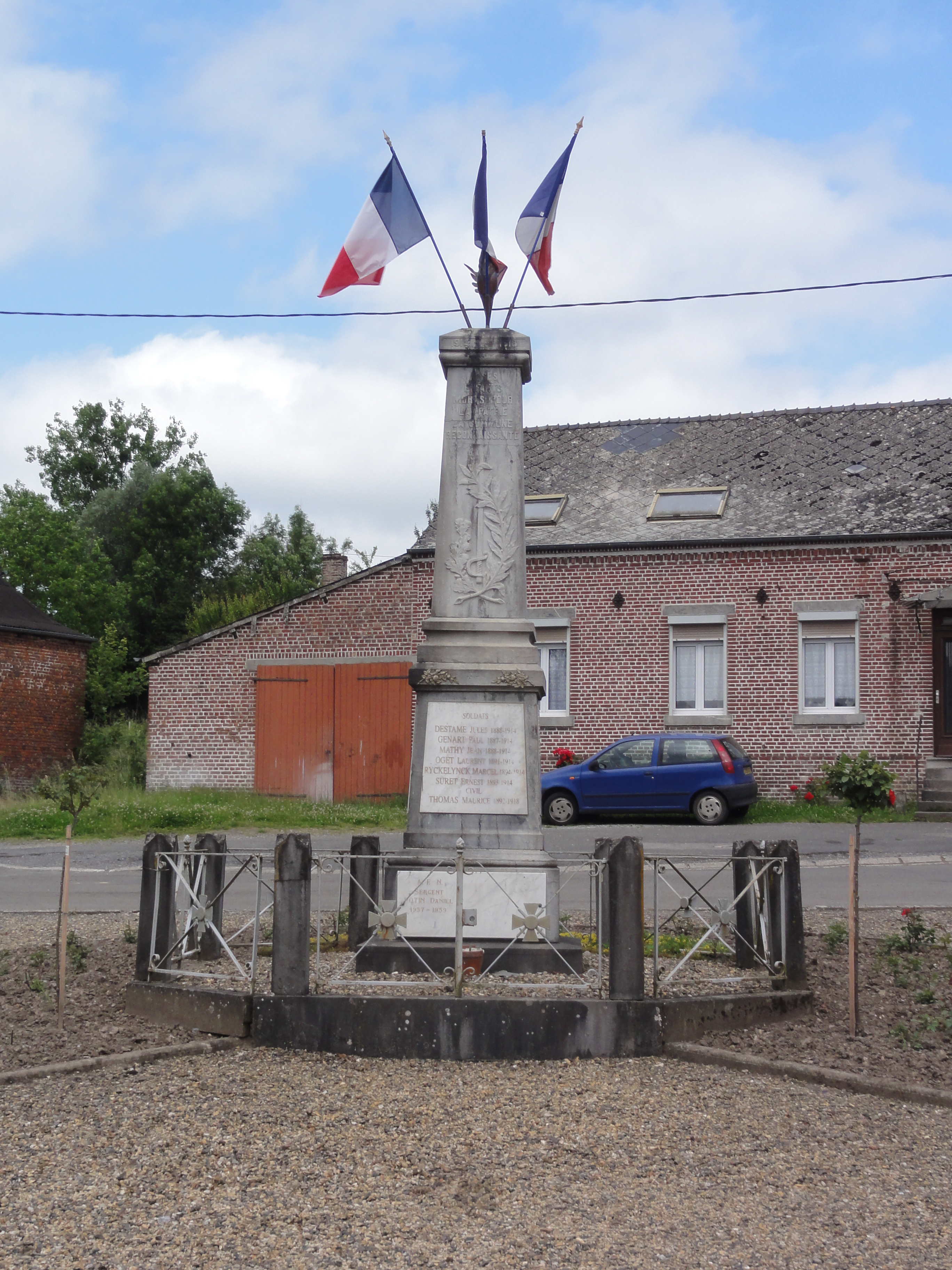
Gefallenendenkmal